# Sokółeczka
Sokółeczka, sokolik plamisty (Spiziapteryx circumcincta) – gatunek drapieżnego ptaka z rodziny sokołowatych (Falconidae), zamieszkującego Amerykę Południową.
SystematykaJedyny przedstawiciel rodzaju Spiziapteryx. Nie wyróżnia się podgatunków.

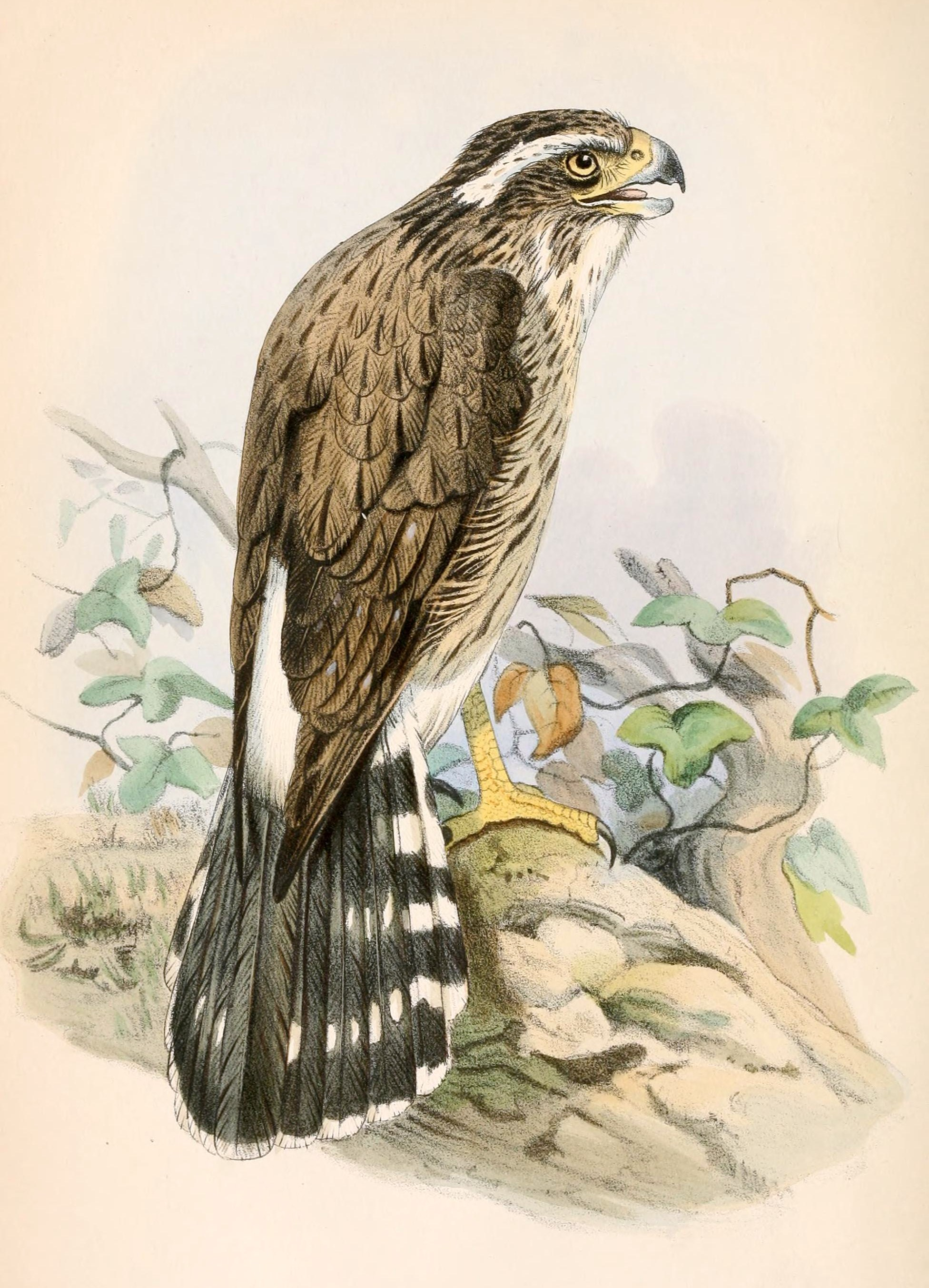

Zasięg występowaniaWystępuje od południowo-wschodniej Boliwii, przez zachodni Paragwaj po środkową Argentynę. Sporadycznie widywany w Urugwaju (trzy stwierdzenia do 1999 roku, wszystkie w lutym).
RozmiaryDługość ciała 29–31 cm, masa ciała 150 g.
Ekologia i zachowanieNaturalnymi siedliskami tego ptaka są: sawanna, suche, skarłowaciałe lasy, a nawet półpustynie. Spotykany do wysokości 1000 m n.p.m.
Gniazduje w opuszczonych lub zajętych zbiorowych gniazdach mnich lub w starych gniazdach kamionków brązowych. Samica składa 2–4 jaja w kolorze ochry z ciemnym plamkowaniem. Karmieniem piskląt zajmują się oboje rodzice. Pisklęta są opierzone po około miesiącu od wyklucia.
Ptaki te żywią się dużymi owadami (w tym konikami polnymi i cykadami), jaszczurkami i ptakami (w tym młodymi i dorosłymi mnichami).
StatusMiędzynarodowa Unia Ochrony Przyrody (IUCN) uznaje sokółeczkę za gatunek najmniejszej troski (LC – least concern) nieprzerwanie od 1988 roku. Trend liczebności populacji uznaje się za stabilny.